# کاراندیرو
کاراندیرو (انگلیسی: Carandiru) فیلمی در ژانر مستقل و درام به کارگردانی هکتور بابنکو است که در سال ۲۰۰۳ منتشر شد. از بازیگران آن می‌توان به رودریگو سانتورو، کایو بلات، واگنر مورا، فلوریانو پیکسوتو، میلتون گونسالویس و ریتا کادیلاک اشاره کرد.

## خلاصه فیلم
"درازیو وارلا" پزشک برزیلی، پیشگیری از ایدز را در بزرگترین زندان برزیل، جایی که جمعیت آن به دو برابر ظرفیت چهارهزارتایی آن رسیده‌است آغاز می‌کند. دکتر تجارب و داستان‌هایی غم‌انگیز از جرایمی که مجرمان را به زندان انداخته می‌شنود. درست زمانی که او فکر می‌کند می‌تواند با برگزاری یک مسابقه فوتبال زندانیان را آرام کند، شورشی بزرگ در می‌گیرد و به...